# Linzi
Originalmente chamada Yingqiu  (Chinês: 營丘), Linzi (Chinês: 臨淄; pinyin: Línzī)   foi a capital do antigo estado chinês de Chi durante a dinastia Zhou. As ruínas da cidade estão no moderno distrito de Linzi, Shandong, China. A cidade foi uma das maiores e mais ricas da China durante o período de primavera e outono. Ao ocupar Linzi em 221 aC, o rei Qin completou sua conquista dos estados rivais chineses e se declarou o primeiro imperador da China Antiga pouco depois. As ruínas da cidade antiga foram escavadas em 1926 por arqueólogos japoneses e em 1964 por arqueólogos chineses.